# 수전 존슨
수전 존슨(영어: Susan Johnson, 1970년 12월 18일 ~ )은 미국의 영화 제작자이자 감독이다. 주로 독립 영화 제작을 하다가 벨 파울리 주연의 영화 《캐리 필비》로 감독에 데뷔하였다. 넷플릭스 로맨틱 코미디 영화 《내가 사랑했던 모든 남자들에게》의 감독으로 유명하다.

## 연출 작품 목록

### 영화
| 연도 | 제목                          | 원제                              | 역할 | 역할 | 비고                           |
| 연도 | 제목                          | 원제                              | 감독 | 제작 | 비고                           |
| ---- | ----------------------------- | --------------------------------- | ---- | ---- | ------------------------------ |
| 2004 | 민 크리크                     | Mean Creek                        |      | 예   | 제이컵 에런 에스테스 감독 작품 |
| 2005 |                               | Nearing Grace                     |      | 예   | 릭 로즌솔 감독 작품            |
| 2006 | 돌고래의 눈                   | Eye of the Dolphin                |      | 예   | 마이클 D. 셀러스 감독 작품     |
| 2008 |                               | Wieners                           |      | 예   | 마크 스테일런 감독 작품        |
| 2010 |                               | Beneath the Blue                  |      | 예   | 마이클 D. 셀러스 감독 작품     |
| 2016 | 캐리 필비                     | Carrie Pilby                      | 예   | 예   | 감독 데뷔작                    |
| 2016 | 내 완벽한 남사친의 비밀       | Unleashed                         |      | 예   | 핀 테일러 감독 작품            |
| 2018 | 내가 사랑했던 모든 남자들에게 | To All the Boys I've Loved Before | 예   |      |                                |